# La coppa del cavaliere
La coppa del cavaliere (The Cavalier's Cup) è un romanzo giallo del 1953, scritto da John Dickson Carr con lo pseudonimo di Carter Dickson, ventiduesimo e ultimo con protagonista Sir Henry Merrivale detto il Vecchio.

## Trama
L'ispettore capo Masters è più che contento di non vedere da mesi Sir Henry Merrivale, che si è ritirato in campagna per prendere lezioni di canto (si può immaginare con quali effetti...). Un giorno riceve la visita di Lady Virginia Brace, che gli chiede aiuto su un mistero apparentemente inspiegabile: qualcuno si è introdotto in una stanza chiusa della loro residenza, mentre suo marito Tom era all'interno che dormiva, e ha spostato la Coppa del Cavaliere (un cimelio di famiglia di enorme valore). Proprio così: spostato, senza rubarla. Masters sarebbe propenso a spiegare il mistero con un episodio di sonnambulismo di Tom Brace (anche se lady Virginia giura che in dieci anni di matrimonio non è mai successo), e di certo non ad attribuirlo, come vorrebbero le voci di paese, al fantasma di sir Byng Rawdon (innamorato di Lady Marian, un'antenata di Tom, durante la guerra civile inglese aveva militato nella cavalleria realista, ed era caduto dopo un attacco suicida al campo degli Ironsides dopo la battaglia di Naseby; da lui prende il nome la Coppa, che però è stata fatta fare solo nell'Ottocento). Masters vorrebbe quindi liquidare la faccenda come di poco conto, ma riceve una telefonata del suo superiore che gli ordina di andare a svolgere indagini a Telford Old Hall, la residenza dei Brace...e di chiedere la consulenza di Sir Henry Merrivale, che soggiorna in una villa proprio lì vicino!
Inutile dire che il Vecchio non resisterà al richiamo di questo mistero inspiegabile, e quando il misterioso evento si ripeterà, questa volta sotto il naso dell'ispettore Masters, sarà lui a dimostrare che la spiegazione non va ricercata nel soprannaturale...

## Curiosità[senzafonte]
Nel romanzo ricompare, stavolta come maggiordomo di Sir Henry, il Benson già visto nel precedente La lampada di bronzo, e molte sono le allusioni di H.M. e dell'ispettore Masters a questo vecchio caso su cui hanno lavorato insieme.

## Edizioni italiane
- La coppa del cavaliere, traduzione di Anna Maria Francavilla, collana I classici del Giallo Mondadori n. 505, Arnoldo Mondadori Editore, giugno 1986, pp. 218.